# Kh-32
Il Kh-32 (in cirillico: X-32, nome in codice NATO: AS-?) è un missile da crociera supersonico aviolanciato di fabbricazione russa sviluppato a partire dal Kh-22 presso il Bureau MKB Raduga. Progettato per colpire bersagli terrestri e navali ad una distanza tra i 600 ed i 1000 km, il missile è entrato in servizio nelle forze aerospaziali russe nel 2016.
In attesa di poter armare i bombardieri Tu-22M3M, al 2020 ancora in fase di test, è al vaglio la possibilità di utilizzare il Kh-32 con il ben più leggero Su-30SM quale vettore ad-interim.

## Sviluppo
I lavori per un radicale ammodernamento del Kh-22, sono iniziati alla fine degli anni '80 del secolo scorso, a causa della facilità con cui il Kh-22 poteva essere soggetto ad interferenze elettroniche rendendone impossibile l'impiego. La firma della commessa avvenne il 19 giugno 1990, ma a causa della dissoluzione dell'URSS i lavori sono stati sospesi più volte. Nel 1998 furono effettuati i primi test missilistici ma la scarsità di fondi portò ad un nuovo stop, in quanto si preferì ammodernare i vettori strategici Tupolev Tu-22M e Tu-160.
Il 7 marzo 2008, venne siglato un nuovo contratto con il Bureau Raduga per la progettazione e lo sviluppo di prototipi del Kh-32 entro il 25 novembre 2011. I test in volo con i nuovi prototipi del missile sono stati condotti alla fine di luglio 2013, tra i quali è stato eseguito almeno un lancio.
Verso fine 2016, constatata la maturità tecnica del progetto, il missile Kh-32 è entrato ufficialmente in servizio nell'aeronautica russa. È stato inoltre previsto e finanziato l'ammodernamento di 30 vettori strategici Tu-22M3 alla versione Tu-22M3M.

## Caratteristiche
Date le dimensioni perfettamente identiche rispetto al predecessore Kh-22, nel Kh-32 l'aumento della gittata è stato ottenuto con l'allargamento dei serbatoi ed una testata di dimensioni ridotte. Il nuovo missile vanta un turboventola più potente ed un nuovo sistema di guida inerziale/radar capace di resistere alle contromisure elettroniche avversarie.
Il Kh-32 è stato pensato per colpire bersagli sensibili evadendo i sistemi da difesa aerea avversari, statunitensi in particolare. Infatti, il Kh-32 non solo vola ad un'altitudine vicina ai 40.000 metri, ben 6 km più in alto di quanto i missili che compongono il sistema statunitense a corto raggio AEGIS riescano a volare, ma attacca il bersaglio eseguendo una ripida picchiata per colpirlo sulla verticale, area solitamente non coperta dalla scansione radar.
La portata massima di 1000 chilometri consente al Kh-32 di essere lanciato oltre la portata massima dei Super Hornet della US Navy, il cui raggio di combattimento è poco al di là dei 700 km, rendendo impossibile l'intercettazione del vettore.
La probabilità di abbattere un Kh-32 da parte di un singolo missile AEGIS è stata calcolata essere prossima al 5%. Dal momento del rilevamento di un Kh-32 in volo a velocità supersonica a 40 km di quota, rilevamento ritenuto possibile a partire dai 250 km di distanza da parte di un sistema AEGIS, il missile impiegherebbe solo 3 minuti per colpire l'obiettivo. Il sistema AEGIS impiega per le operazioni di rilevazione, tracciamento e lancio tra i 30-35 secondi: nei 2 minuti e mezzo rimanenti, il sistema può lanciare dai 20 ai 30 missili la cui probabilità complessiva di colpire il bersaglio è stimata essere accettabile. Pertanto, una coppia di Kh-32 potrebbe saturare le capacità di difesa aerea di una o più unità navali classe Arleigh Burke o Ticonderoga, rendendo le unità stesse, o quelle che scortano, vulnerabili ad ulteriori Kh-32 in avvicinamento.
Le probabilità di abbattimento di un Kh-32 da parte di un sistema CIWS Phalanx, sono ritenute trascurabili.

## Piattaforme
Tupolev Tu-22M3M: fino a 3 missili Kh-32 collocati su piloni alari, ventrali e baie interne.
Sukhoi Su-30SM: 1 missile Kh-32 collocato sui piloni ventrali.

## Utilizzatori
Russia
- in servizio dal 2016